# Kappanahalli, Shikarpur
Kappanahalli là một làng thuộc tehsil Shikarpur, huyện Shimoga, bang Karnataka, Ấn Độ.